# Krenglbach
Krenglbach osztrák község Felső-Ausztria Welsvidéki járásában. 2021 januárjában 3215 lakosa volt. 

## Elhelyezkedése

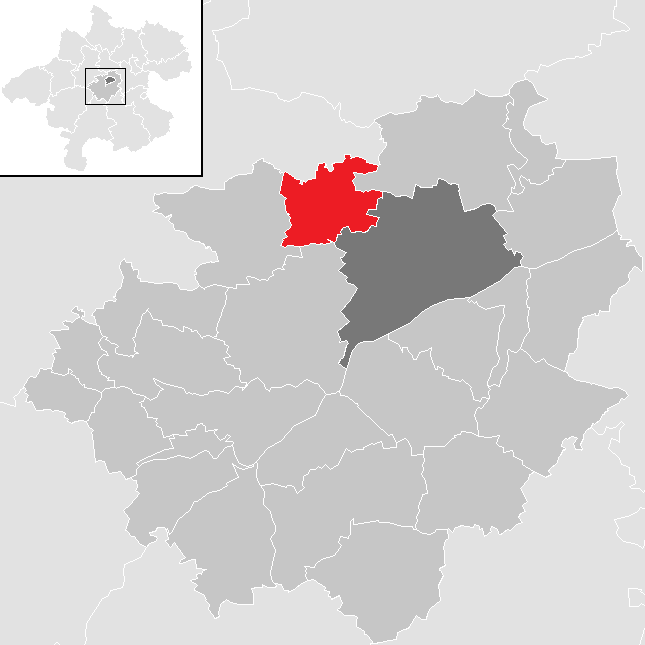
Krenglbach a Welsvidéki járásban

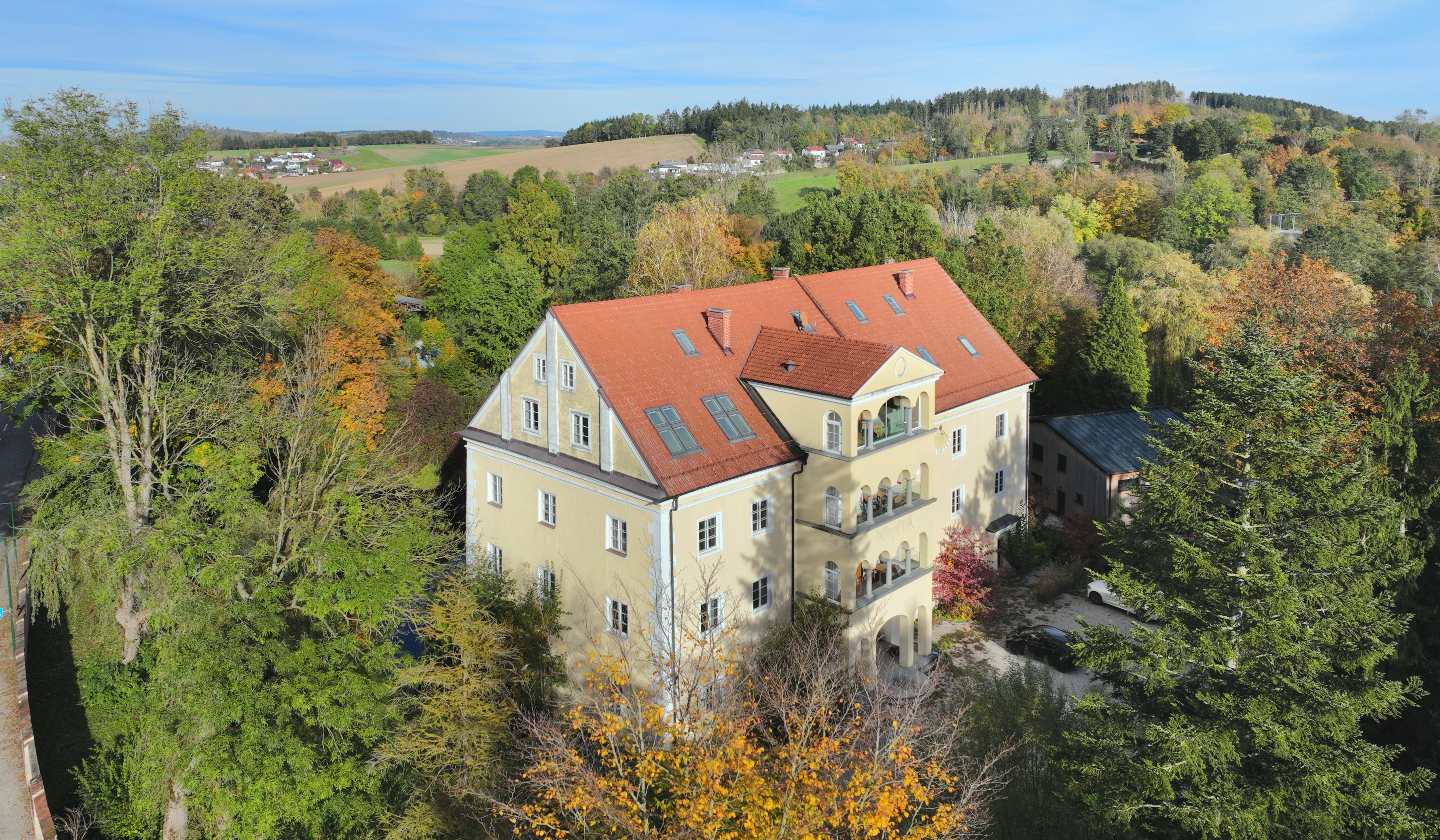
A schmidingi kastély

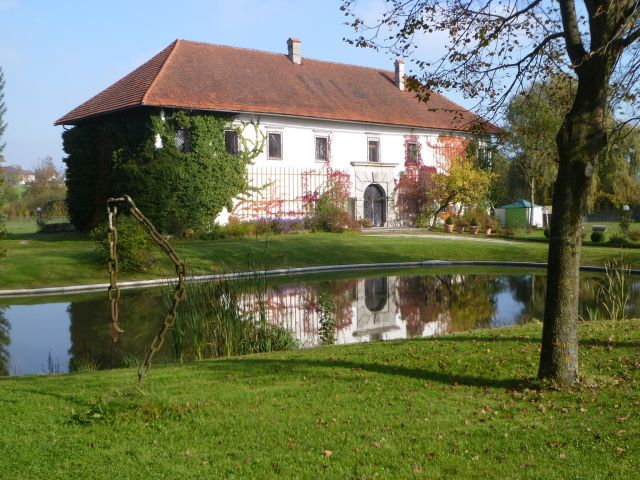
A haidingi kastély

Krenglbach a tartomány Hausruckviertel régiójában fekszik a Hausrückvierteli-dombságon, a Krenglbach patak mentén. Területének 14,7%-a erdő, 67% áll mezőgazdasági művelés alatt. Az önkormányzat 22 települést, illetve településrészt egyesít: Achleiten (4 lakos 2020-ban), Alkrucken (105), Au (16), Elmischhub (22), Forst (308), Geigen (39), Gfereth (285), Gölding (231), Haiding (232), Holzhäuser (20), Hungerberg (14), Kalteneck (214), Katzbach (413), Krenglbach (600), Nadernberg (63), Oberham (39), Öhlgraben (15), Radgattern (24), Schmiding (204), Unrading (42), Wieshof (243) és Wundersberg (51). 
A környező önkormányzatok: északkeletre Buchkirchen, délkeletre Wels, délre Gunskirchen, nyugatra Pichl bei Wels, északra Wallern an der Trattnach.

## Története
Krenglbachot (és Szt. Istvánnak szentelt templomát) 975-ben említik először. A schmidingi vár 1100-ban, a haidingi 1340-ban jelenik meg először a dokumentumokban. A reformáció során lakosainak többsége áttért a protestáns hitre, rekatolizációjukra Mária Terézia idején missziós állomás hoztak létre. Temploma sokáig a St. Marienkirchen-i plébánia alá tartozott, 1784-ben II. József egyházrendeletét követően kapott önálló egyházközséget.    
A falut a napóleoni háborúk alatt a franciák többször megszállták. 
Miután a Német Birodalom 1938-ban annektálta Ausztriát, Krenglbachot az Oberdonaui reichsgauba sorolták be. A második világháború során a schmidingi kastélyban katonai kórházat rendeztek be. 1945 májusában az amerikaiak szállták meg Krenglbachot és Ausztria függetlenségének visszaállítása után visszakerült Felső-Ausztriához.

## Lakosság
A krenglbachi önkormányzat területén 2020 januárjában 3184 fő élt. A lakosságszám 1939 óta gyarapodó tendenciát mutat. 2018-ban az ittlakók 94,5%-a volt osztrák állampolgár; a külföldiek közül 1,5% a régi (2004 előtti), 2,1% az új EU-tagállamokból érkezett. 1,2% a volt Jugoszlávia (Szlovénia és Horvátország nélkül) vagy Törökország, 0,6% egyéb országok polgára volt. 2001-ben a lakosok 83%-a római katolikusnak, 7,3% evangélikusnak, 7% pedig felekezeten kívülinek vallotta magát. Ugyanekkor a németeken (98,1%) kívül egyetlen nemzetiségi csoport sem érte el az 1%-ot. 
A népesség változása:

| 2016 | 3 076 |
| 2018 | 3 158 |

## Látnivalók
- a schmidingi kastély
- a schmidingi állatkert
- a haidingi kastély
- a Szt. István-plébániatemplom

## Testvértelepülések
- Császártöltés (Magyarország)

## Fordítás
- Ez a szócikk részben vagy egészben  a   Krenglbach című német Wikipédia-szócikk ezen változatának fordításán alapul.  Az eredeti cikk szerkesztőit annak laptörténete sorolja fel. Ez a jelzés csupán a megfogalmazás eredetét és a szerzői jogokat jelzi, nem szolgál a cikkben szereplő információk forrásmegjelöléseként.